# Eupromus laosensis
Eupromus laosensis är en skalbaggsart som beskrevs av Stefan von Breuning 1968. Eupromus laosensis ingår i släktet Eupromus och familjen långhorningar.
Artens utbredningsområde är Laos. Inga underarter finns listade i Catalogue of Life.